# 林大春
林大春（1523年—1588年），字邦陽，又字井丹，号石洲。广东潮州府潮阳县县廓都（今潮阳区）人。軍籍。嘉靖二十九年（1550年）中进士。官至河南按察司僉事。

## 生平
嘉靖二十二年（1543年）癸卯科廣東鄉試第六十一名。嘉靖二十九年（1550年）登庚戌科進士。授行人司行人，升户部主事、浙江提学僉事，参与预修《大明世宗肃皇帝实录》，著浙江人物列传。嘉靖四十二年（1563年）回鄉为母服丧。守喪期滿，任河南睢陈道佥事。至高拱复相，弹劾林大春命题断裂经义，遂被罢官。此后在家著述，时值倭寇扰乱中国沿海地区的高峰期，他组织过义勇500余人抗击倭寇，曾应知县令黄一龙之请，篡修隆庆《潮阳县志》。

## 著作
著有《井丹诗文集》18卷。分别为天津图书馆明椠本、民国24年潮阳郭氏双百鹿斋校刊本、《潮州耆旧集》选本。他人对其文章评价为“文尊两汉之法者，推林井丹”。另有《瑶草编》等。

## 家族
曾祖林璟；祖父林顯；父林杉，母陳氏。具慶下。弟邦瑞、大芝。